# شرقاوة
شرقاوة (بالإنجليزية: CHARQAOUA)‏ هي جماعة قروية تابعة لإقليم مكناس ضمن جهة فاس مكناس بالمغرب. بلغ مجموع عدد سكان  شرقاوة حسب إحصاءات 2004 حوالي 5540 نسمة يعيشون في 909 أسرة.